# 西安驪山
西安驪山汽車製造廠，簡稱西安驪山汽車、驪山汽車製造廠、驪山汽車，以及西安驪山（英語：Xi'an Lishan Automobile Factory），在1929年，當時由解放軍西安部隊，設立當時名為「杨虎城将军的兵工厂」、「中国人民解放军第3402工厂」，以及「中車集團西安驪山汽車製造廠」。
現時由中國化工集團公司旗下，中國化工裝備總公司子公司。
現時業務在中國內地經營生產及銷售城市公交车、公路客车、通村客车、客运教练车和载货车、工程自卸车、低平板运输车、武警指挥车、野战指挥车、无人驾驶飞机发射车等產品。
現時總部位於中国陕西省西安市枣园西路90号，總經理為高晓鹏。

## 連結
- Lishan-Moto.com （页面存档备份，存于）